# La Rabouilleuse (film, 1960)
Pour les articles homonymes, voir La Rabouilleuse (homonymie).
Pour plus de détails, voir Fiche technique et Distribution.
La Rabouilleuse ou Les Arrivistes est un film franco-est-allemand réalisé par Louis Daquin, sorti en 1960, adapté du roman La Rabouilleuse d'Honoré de Balzac.
Ce film est la dernière des quatre coproductions cinématographiques entre la France et l'Allemagne de l'Est.

## Synopsis
Agathe Bridau, née Agathe Rouget, déshéritée par son père au profit de son demi-frère Jean-Jacques, est restée veuve avec ses deux fils Philippe et Joseph. Le premier, ancien soldat de Napoléon n'est plus que demi-solde à la chute de l'Empire. Il s'adonne au jeu et fait des dettes, tandis que le second, peintre, travaille et essaie de pourvoir aux besoins de la famille. Cependant, madame Bridau lui préfère Philippe qui pourtant se voit infligé un exil à Issoudun pour avoir comploté contre le nouveau régime du Louis XVIII. Dans cette ville, il retrouve son très riche oncle dont la servante Flore Brazier (la Rabouilleuse), lui fait rédiger un testament en sa faveur avec l'espoir, à la mort du vieil homme, de vivre richement avec son amant Max. Mais Philippe provoque Max en duel et le tue. À la mort de son oncle, il épouse Flore qu'il emmène à Paris, puis qu'il délaisse. Flore devient alcoolique et meurt. Héritier de sa femme, Philippe spécule et il est ruiné lors d'une liquidation du baron de Nucingen.

## Fiche technique
- Titre français : Les Arrivistes (titre de sortie) ou La Rabouilleuse (titre de tournage et de ressortie)
- Titre est-allemand : Trübe Wasser (litt. « Eau trouble »)
- Titre ouest-allemand : Die im Trüben fischen (litt. « Ceux qui pêchent en [eau] trouble »)
- Réalisation : Louis Daquin
- Scénario : Louis Daquin d'après le roman d'Honoré de Balzac
- Dialogues : Philippe Hériat
- Photographie : Eugen Klagemann
- Musique : Hanns Eisler
- Décors : Léon Barsacq
- Costumes : Anne-Marie Marchand
- Son : Max Sandler et Paul Boistelle
- Assistants réalisateurs : Michel Pezin et Jacques Trébouta
- Montage : Claude Nicole
- Production : Pathé-Cinéma (Paris), Deutsche Film AG (Berlin-Est)
- Pays de production : France et RDA
- Tournage : du 21 juillet au 15 octobre 1959, en Allemagne
- Format : noir et blanc – 35 mm – 2,35:1 Cinemascope
- Distribution : Pathé Distribution
- Date de sortie : 
  - France : 8 avril 1960
  - Allemagne de l'Est : 13 mai 1960

## Distribution
- Jean-Claude Pascal : Philippe Bridau
- Madeleine Robinson : Flore Brazier
- Gerhard Bienert : Jean-Jacques Rouget
- Clara Gansard : Mariette
- Harry Riebauer : Max Gillet
- Erika Pelikowski : Agathe Bridau
- Le garçon d'écurie : en V.F. voix de Paul Préboist[réf. nécessaire]

## Production
Ce film est la dernière des quatre coproductions qu'ont menées à bien la France et l'Allemagne de l'Est à la fin des années 1950. Cette coopération culturelle a vu le jour à la suite de la déstalinisation entreprise en février 1956 lors du XXe congrès du Parti communiste de l'Union soviétique. Le studio d'état de la République démocratique allemande, la Deutsche Film AG (DEFA), a également coproduit auparavant Les Aventures de Till l'Espiègle en 1956, Les Sorcières de Salem en 1957 et Les Misérables en 1958. Après quoi, la RDA a décidé de cesser toute coopération. Une des raisons invoquées par Alexander Abusch, ministre de la culture de 1958 à 1962, était que la RDA ne se trouvait pas suffisamment représentée idéologiquement dans ces œuvres dans lesquelles elle avait dû faire trop de concessions à une définition artistique bourgeoise et réactionnaire. Peu de temps après, en août 1961, était érigé le Mur de Berlin.

## Critiques
« Dans ce film, le machiavélisme le plus cynique le dispute à l'inconduite la plus absolue. Tous les moyens sont bons pour réparer ce que l'on estime avoir été une injustice, et si le film n'approuve pas ces désordres, il ne les condamne pas non plus, et ne repose que sur leur enchaînement sans compensation positive. Les rapports humains s'y réduisent à une lutte sans merci, dont le vainqueur doit tôt ou tard être à son tour la victime.

Décors et toilettes reconstitués avec soin. Éclairages souvent contrastés. Découpage utilisant toute la gamme des plans et mettant en valeur l'esthétique d'une photographie très étudiée, jouant davantage sur le cadre que sur le mouvement de l'action. Celle-ci progresse par d'importantes ellipses. L'unité du personnage central: une froide détermination faisant fi de tout sentiment, est aussi celle du film. Les personnages sont semblables à de lourdes marionnettes lancées une fois pour toutes dans une direction dont elles ne sauraient s'écarter, dans une aventure de comptables dont la seule passion est de faire des opérations. »